# Universidad Cheyney de Pensilvania
La Universidad Cheyney de Pensilvania (Cheyney University of Pennsylvania en idioma inglés) es una universidad pública que forma parte del Sistema de Educación Superior Estatal de Pensilvania además es un lugar designado por el censo ubicado en los municipios de Thornbury en el condado de Chester y Thornbury en el condado de Delaware en el estado estadounidense de Pensilvania. En el año 2010 tenía una población de 988 habitantes y una densidad poblacional de 1646,6 personas por km².
Construida en un terreno donado por la prominente familia Cheyney, la universidad fue fundada como Instituto Africano en febrero de 1837 y rebautizada como Instituto de Jóvenes de Color (ICY) en abril de 1837. La instrucción era a nivel de escuela secundaria (que en ese momento se consideraba avanzado), hasta bien entrado el siglo XX, cuando Cheyney se convierte en colegio.
El Instituto Africano fue fundado por Richard Humphreys, un filántropo cuáquero que legó 10.000 dólares (equivalente a 271.433 dólares en 2021), una décima parte de su patrimonio, para diseñar y establecer una escuela para educar a los afrodescendientes y prepararlos como maestros.
Nacido en una plantación en Tórtola, una isla en las Indias Occidentales Británicas, Humphreys llegó a Filadelfia en 1764. Muchos cuáqueros eran abolicionistas y él se preocupó por los problemas de personas libres de color para ganarse la vida y obtener educación en una sociedad discriminatoria. La noticia de un motín racial contra los negros libres en Cincinnati, Ohio, en 1829 inspiró a Humphreys a legar dinero en su testamento para su educación superior. Encargó a trece compañeros cuáqueros que diseñaran una institución "para instruir a los descendientes de la Raza Africana en el aprendizaje escolar, en las diversas ramas de las artes mecánicas, oficios y agricultura, a fin de prepararlos y adecuarlos y calificarlos para actuar como maestros".
La escuela pronto pasó a llamarse Instituto para la Juventud de Color. En sus primeros años, capacitó en comercio y agricultura, ya que esas eran las habilidades predominantes necesarias en la economía en general. En 1902, el instituto se trasladó a la granja de George Cheyney, una propiedad de 275 acres a 40 km al oeste de Filadelfia. El nombre "Cheyney" se asoció con la escuela en 1913. El nombre oficial de la escuela cambió varias veces durante el siglo XX. En 1983, Cheyney ingresó al Sistema Estatal de Educación Superior como Cheyney University of Pennsylvania.
La Universidad ha ofrecido tradicionalmente oportunidades a muchos estudiantes de las escuelas del centro de la ciudad de Filadelfia. Sus exalumnos tienen vínculos estrechos en la ciudad y el estado. Se convirtió en parte de una demanda de derechos civiles de 1980 contra el gobierno estatal; alegó que el estado había subfinanciado ilegalmente a la universidad históricamente negra. La demanda se resolvió 19 años después, en 1999, cinco años después de que la Oficina de Derechos Civiles del Departamento de Educación de Estados Unidos comenzara a investigar a los estados "que alguna vez practicaron la segregación en la educación superior y nunca se descubrió oficialmente que la eliminaron". En el acuerdo, el estado acordó proporcionar 35 millones de dólares a Cheyney durante un período de cinco años, en particular para la construcción de los edificios necesarios y el desarrollo académico. La universidad tenía un presupuesto anual de unos 23 millones de dólares en ese momento.

## Geografía
Cheyney University se encuentra ubicado en las coordenadas 39°55′59″N 75°31′45″O / 39.93306, -75.52917. Según la Oficina del Censo de los Estados Unidos, Cheyney University tiene una superficie total de 0,23 mi² (0,6 km²), de la cual 0,23 mi² (0,6 km²) corresponden a tierra firme y 0 mi² (0 km²) es agua.